# Rube Marquard
Richard William Marquard, detto Rube (Cleveland, 9 ottobre 1886 – Baltimora, 1º giugno 1980), è stato un giocatore di baseball e allenatore di baseball statunitense che ha giocato nel ruolo di lanciatore nella Major League Baseball (MLB). È stato introdotto nella National Baseball Hall of Fame nel 1971.

## Carriera
Marquard iniziò a giocare nelle minor league nel 1906. I New York Giants acquisirono il suo contratto due anni dopo per una somma senza precedenti all'epoca di 11 000 dollari.
Dal 1911 to 1913, Marquard vinse almeno 23 gare e contribuì alla vittoria di tre pennant della National League consecutivi. Nel 1911 guidò la lega con 237 strikeout. Nel 1912 invece guidò la NL con 26 vittorie. Fece anche la storia vincendo 19 gare consecutive. Nel 1914, Marquard ebbe un record di 12–22 e nel 1915 passò ai Brooklyn Robins. Con essi vinse i pennant nel 1916 e 1920. Nel 1921 giocò per i Cincinnati Reds in 1921 e chiuse la carriera con i Boston Braves dal 1922 al 1925.
Marquard chiuse la carriera nella MLB con un bilancio di 201–177 e 3,08 di media PGL. I suoi 1 593 strikeout erano all'epoca il terzo risultato della storia della MLB tra i mancini (dietro a Rube Waddell ed Eddie Plank) e rimasero un record della National League finché furono superati da Carl Hubbell, un altro giocatore dei Giants, nel 1942.

## Palmarès
- Leader della National League in vittorie: 1

1925, 1927
- Leader della National League in strikeout: 1

1942
- No-hitter lanciati: 1

15 aprile 1915